# Шувалов (Воронежская область)
Шува́лов — село в Павловском районе Воронежской области Российской Федерации. Административный центр Красного сельского поселения.

## Этимология
Название произошло от фамилии владельца — М. А. Шувалова.

## География
Село находится на расстоянии 25 км к северо-востоку от города Павловск, административного центра района.

### Часовой пояс
Село Шувалов, как и вся Воронежская область, находится в часовой зоне МСК (московское время). Смещение применяемого времени относительно UTC составляет +3:00.

## История
Поселение основано в конце XIX века как владельческий хутор. В годы советской власти был образован совхоз, и хутору присвоено наименование посёлок Красный Октябрь.

## Население
| 1890 | 1900 | 2007 | 2009 | 2010 |
| ---- | ---- | ---- | ---- | ---- |
| 679  | ↘68  | ↗742 | ↗766 | ↗807 |

## Улицы
| - ул. Депутатская, - ул. Лесная, - ул. Молодёжная, | - ул. Октябрьская, - ул. Олейникова, - ул. Советская, | - ул. Черёмушки, - ул. Юбилейная, - ул. Южная. |